# 東光県
東光県（とうこう-けん）は、中華人民共和国河北省滄州市に位置する県。

## 歴史
漢代に設置された。当初の県治は県域東部であったが、南北朝時代の556年（天保7年）、北斉により県域南東部に、隋代になると583年（開皇3年）に現在地に遷されている。
五代十国時代には後梁により景州の州治、955年（顕徳2年）には後周により定遠軍軍治とされ、宋代には永静軍軍治、金代には景州州治とされた。明朝が整理すると東光県は廃止とされたが、間もなく再設置されている。
1949年に中華人民共和国が成立すると山東省に移管されたが1952年に河北省に再移管された。1958年に廃止となり管轄区域は交河県及び寧津県に分割編入された。1961年に再設置され現在に至る。

## 行政区画
- 鎮:東光鎮、連鎮鎮、找王鎮、秦村鎮、灯明寺鎮、南霞口鎮、大単鎮、竜王李鎮
- 郷:于橋郷

## 人物
- 張邦昌
- 霍元甲

## 観光地
鉄仏寺は宋代に創建され、48トンの釈迦牟尼像がある。